# Casinaria longiterebrae
Casinaria longiterebrae là một loài tò vò trong họ Ichneumonidae.